# De Meerpaal
 (mars 2012).
Si vous disposez d'ouvrages ou d'articles de référence ou si vous connaissez des sites web de qualité traitant du thème abordé ici, merci de compléter l'article en donnant les références utiles à sa vérifiabilité et en les liant à la section « Notes et références ».
L'agora de Dronten (De Meerpaal) est un centre polyvalent situé à Dronten (Pays-Bas), conçu par l'architecte Frank Van Klingeren dans les années 1960 lors de la réalisation du grand polder du Flevoland. Cette réalisation aura une grande influence sur la création des équipements intégrés comme l'agora d'Évry dans les villes nouvelles ou le CEPASC à La Villeneuve. 
L'agora est à la fois une halle polyvalente et un espace public intérieur. Celui-ci peut accueillir des activités culturelles et sportives d'une grande flexibilité : des matchs de sports, des manifestations publiques et d'autres activités réalisées dans l'espace public de la place intérieure.

## Personnalités
- Hakim Ziyech (1993-), footballeur international marocain